# Lee Moorhouse

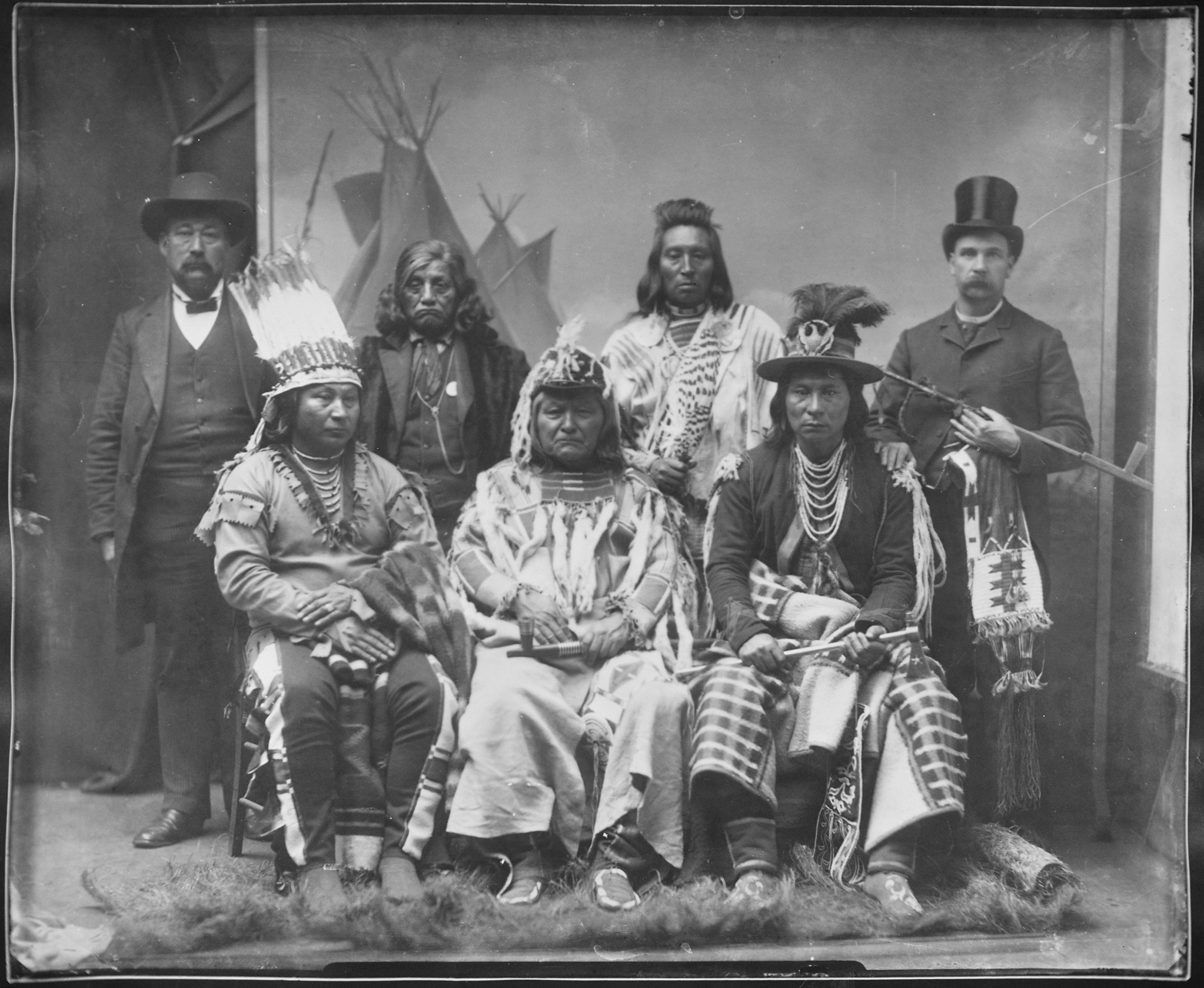
Moorhouse (zcela vpravo, zadní řada) pózuje s delegáty Cayuse a Shahaptian během setkání s komisařem pro indické záležitosti ve Washingtonu DC

Lee Moorhouse (Thomas Leander Moorhouse, 28. února 1850 – 1. června 1926) z Pendletonu v Oregonu, Spojené státy americké, byl americký fotograf a indiánský agent pro indiánskou rezervaci Umatilla. Od roku 1888 do roku 1916 vytvořil více než 9 000 snímků dokumentujících městský, venkovský a indiánský život v Kolumbijské pánvi, a zejména v okrese Umatilla v Oregonu.

## Život
Thomas Leander Moorhouse se narodil v Marion County, Iowa a v roce 1861 jako dítě cestoval se svou rodinou po Oregonské stezce do Walla Walla ve Washingtonu. V dospělosti pracoval jako horník, geodet, rančer, obchodník, občanský vůdce, realitní operátor a prodavač pojištění. Kromě toho, že působil jako indiánský agent, sloužil v letech 1879 až 1883 jako asistent generálního adjutanta třetí brigády milice státu Oregon.

## Fotografie
Moorhouse se považoval za amatérského fotografa, ale v 80. letech 19. století se tento koníček stával stále důležitější součástí jeho života. Znal se s Waltrem S. Bowmanem, profesionálním fotografem v Pendeltonu.
Na rozdíl od většiny amatérských fotografů té doby Moorhouse pracoval a ovládal těžkopádné a náročné vybavení profesionálů, včetně suchých skleněných želatinových negativů, velkých fotoaparátů a stativu. Kritici se domnívají, že jeho práce odráží bystré oko, hluboké uznání historie a intenzivní zájem o jeho svět, který přesahoval rámec amatérů. Zvláštní význam mají Moorhousovy fotografie původních obyvatel Ameriky Cayusů, kmenů Walla Walla a Umatilla.
Stejně jako ostatní západní američtí fotografové tohoto období dokumentoval Moorhouse vzhled, kostýmy a životní styl původních obyvatel. Mnohé z těchto charakteristik měly pod západním kulturním tlakem zmizet. Stejně jako ostatní fotografové té doby zobrazoval romantický pohled na své subjekty, inscenoval záběry tak, aby odrážely jejich osobní názory, a přitom pozměňoval detaily a vytvářel nepřesné snímky. V Moorhousově případě existují významné rozdíly mezi dvěma širokými kategoriemi jeho práce s domorodými lidmi. Jeho studiové portréty členů kmene, které byly za jeho života považovány za jeho nejlepší dílo, jsou strnule pózované a pravděpodobně neautentické. Záznamy naznačují, že Moorhouse zásoboval portrétované z rozsáhlé sbírky indiánských artefaktů, oblečením, které nosili, a nářadím, které drželi. Naproti tomu jeho obrazy domorodého života v rezervaci Umatilla přesně odrážejí domorodé oblečení a obydlí té doby. Dokumentují také některé ze sociálních a kulturních proměn, které domorodé národy prožívaly během tohoto období kulturního konfliktu. Moorhouseovy fotografie byly nedávno rozpoznány  jako cenné pro vyvolání vzpomínek na minulost mezi kmenovými staršími Umatilla, přičemž tyto příběhy se přidaly do archivu původní kultury.
Moorhouse také zachytil významnou paletu obrázků o vývoji Oregonského území. Šest set pohledů na život na ranči, zejména na pěstování pšenice, dokumentuje farmáře, jejich domovy, potulné dělníky a jejich práci na polích. Jsou tam také tisíce obrázků maloměsta a komunitního života; podniky, školy, kostely a různé formy dopravy, jako jsou lokomotivy a automobily. Společenské funkce a zábava se objevují na jeho fotografiích cirkusů, průvodů, představení Divokého západu a především Pendleton Roundup v Pendletonu v Oregonu.
Moorhouse vydal stručnou knihu fotografií a tvořil pohlednice s jeho prací. Prodalo se možná až 100 000 pohlednic.
Tři sta jeho fotografií zakoupil americký úřad pro americkou etnologii ve 30. letech 20. století. Sedm tisíc obrázků od Moorhousea je udržováno ve speciálních sbírkách a univerzitních archivech knihoven University of Oregon; Moorhouseova rodina darovala fotografie v roce 1948. Dalších 1400 snímků bylo předáno knihovně okresu Umatilla v roce 1958.

## Galerie

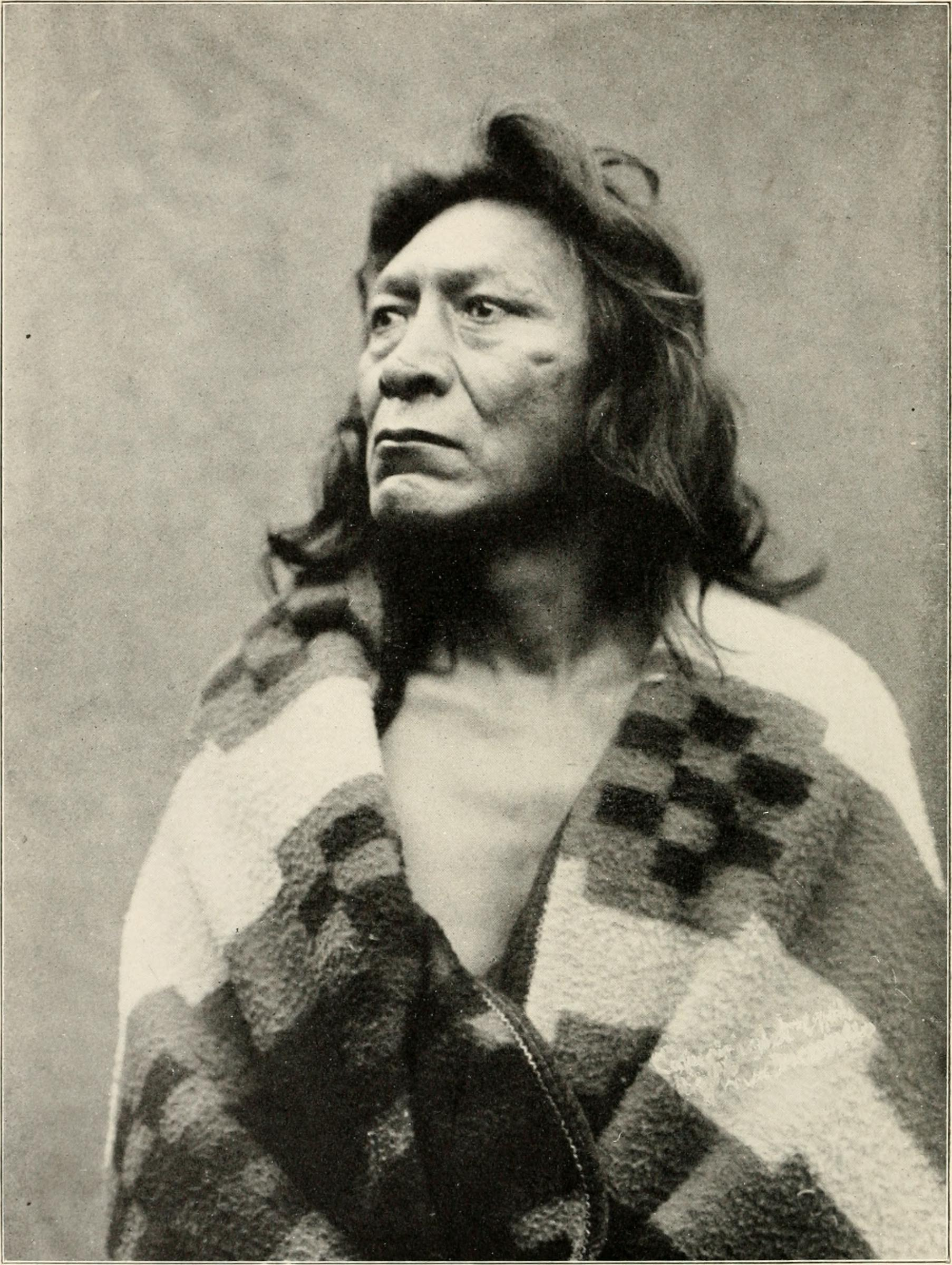
Myths and legends of the Pacific Northwest - especially of Washington and Oregon, 1910
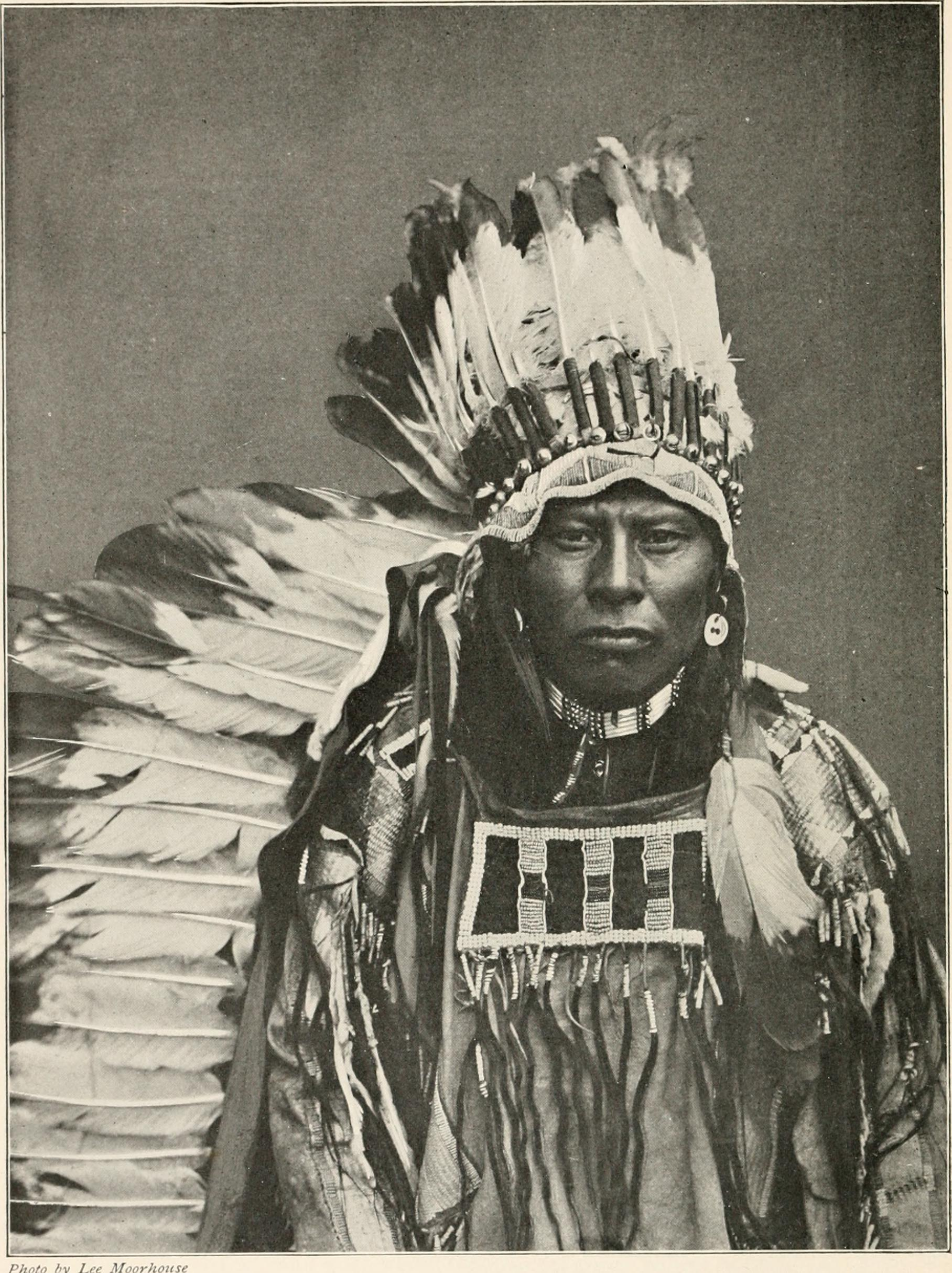
Myths and legends of the Pacific Northwest - especially of Washington and Oregon, 1910
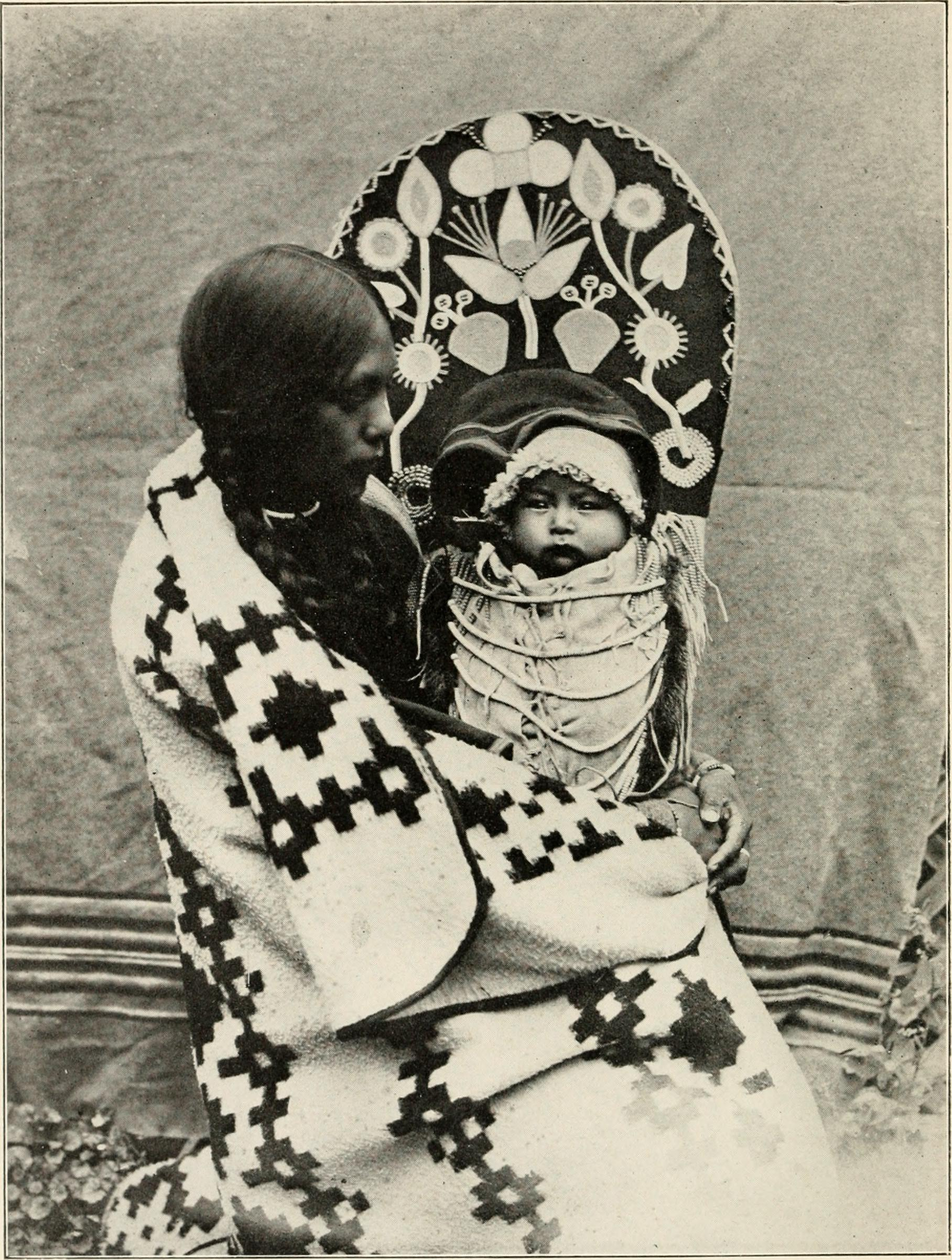
Myths and legends of the Pacific Northwest - especially of Washington and Oregon, 1910
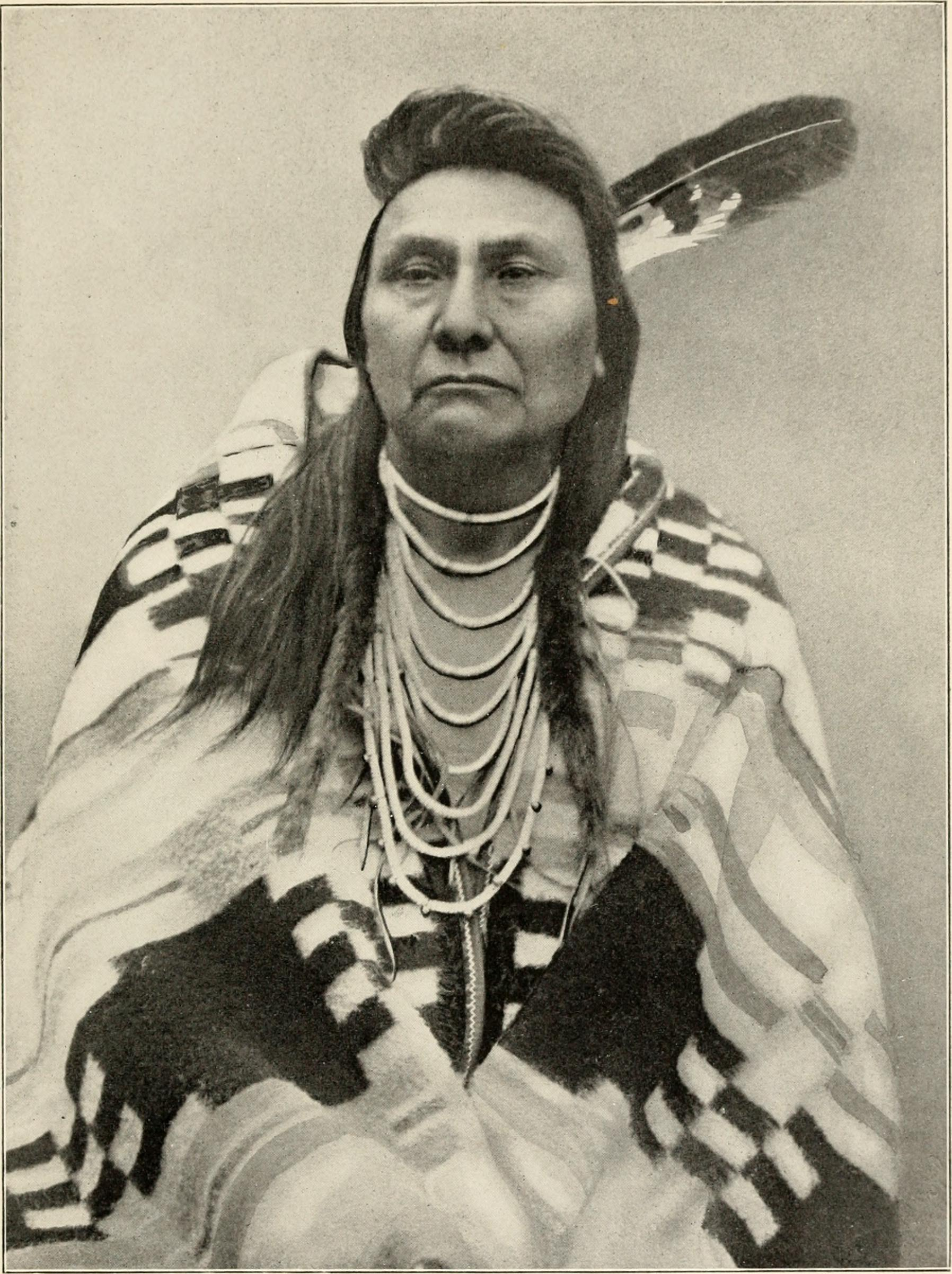
Myths and legends of the Pacific Northwest - especially of Washington and Oregon, 1910
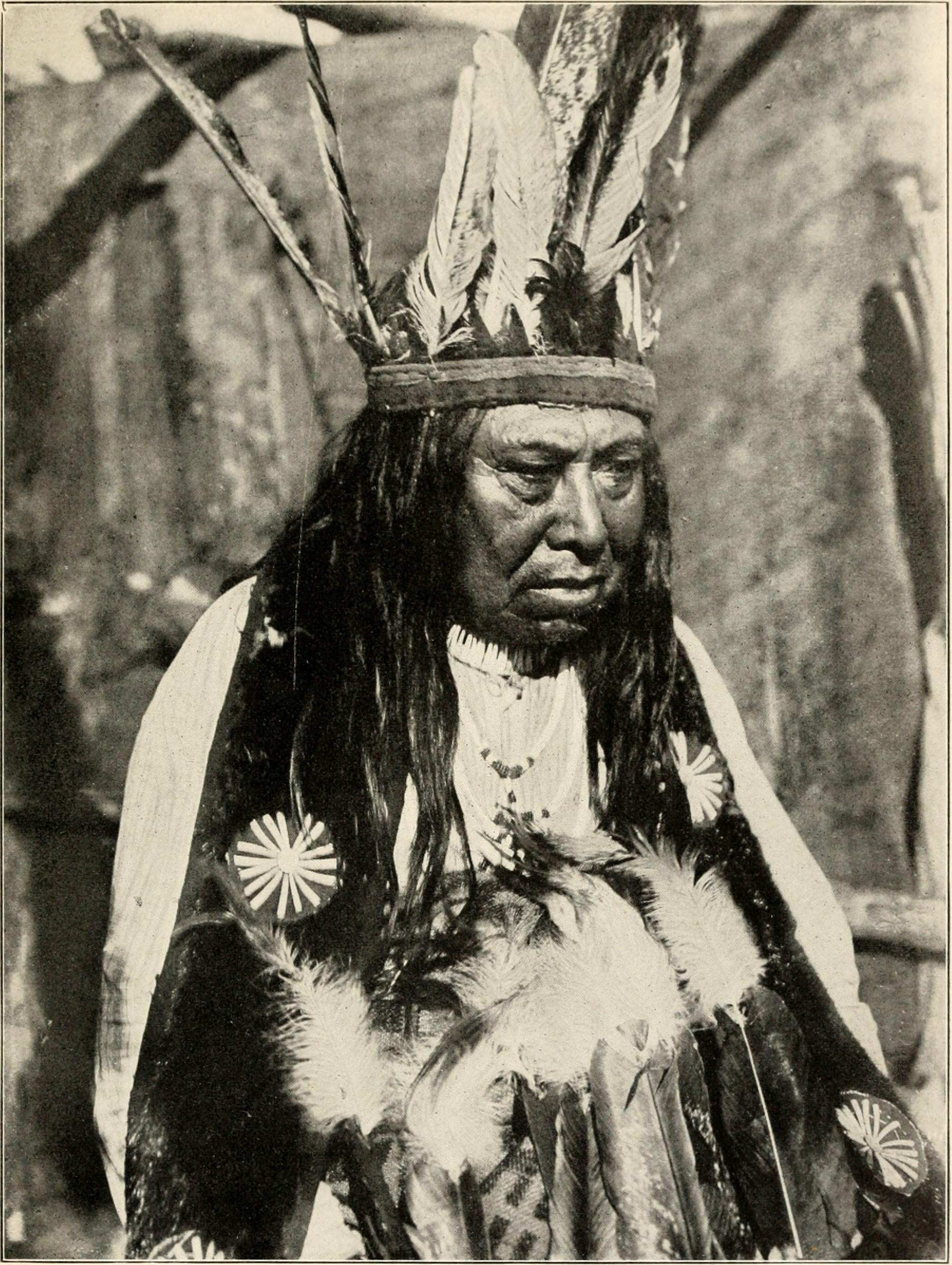
Myths and legends of the Pacific Northwest - especially of Washington and Oregon, 1910
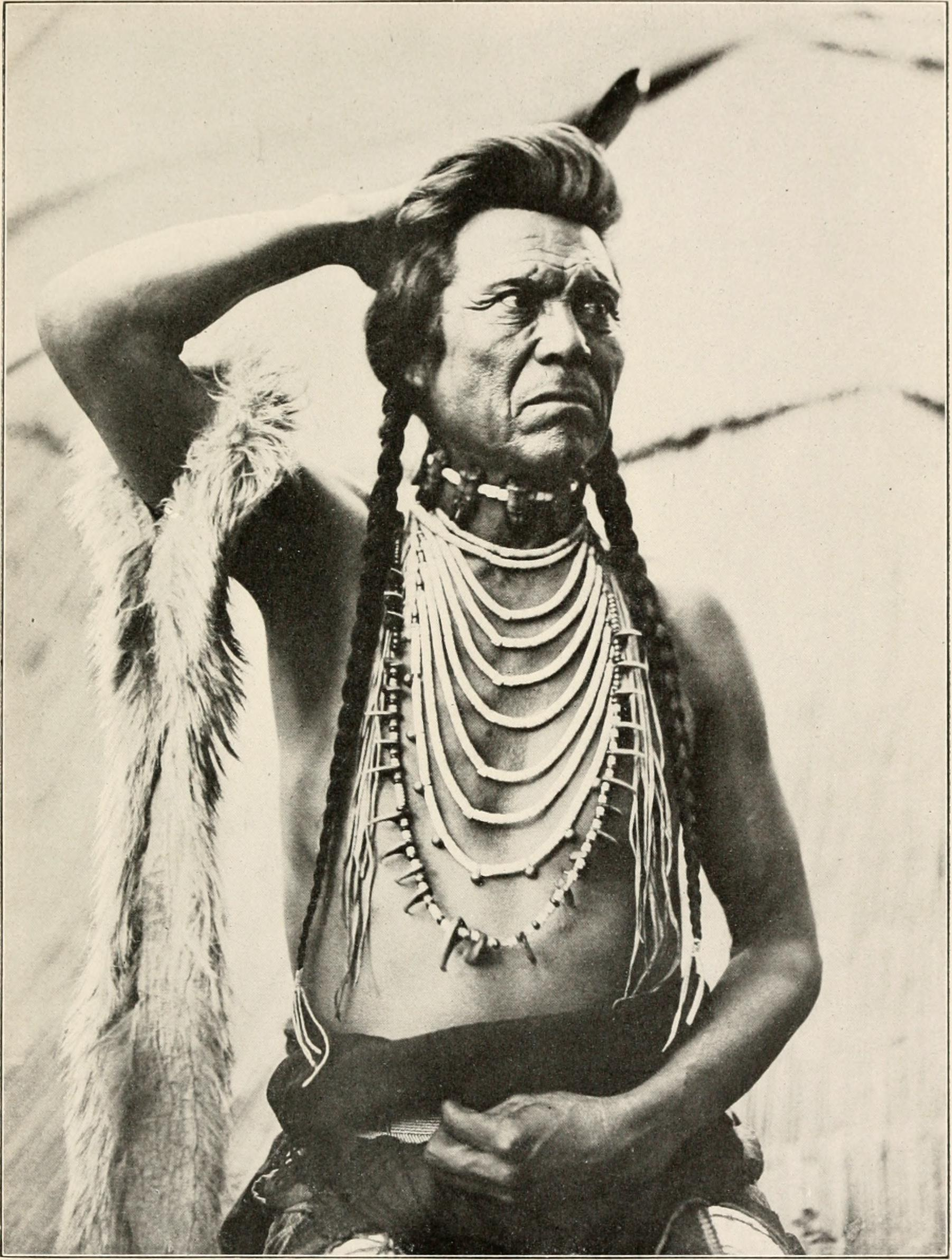
Myths and legends of the Pacific Northwest - especially of Washington and Oregon, 1910
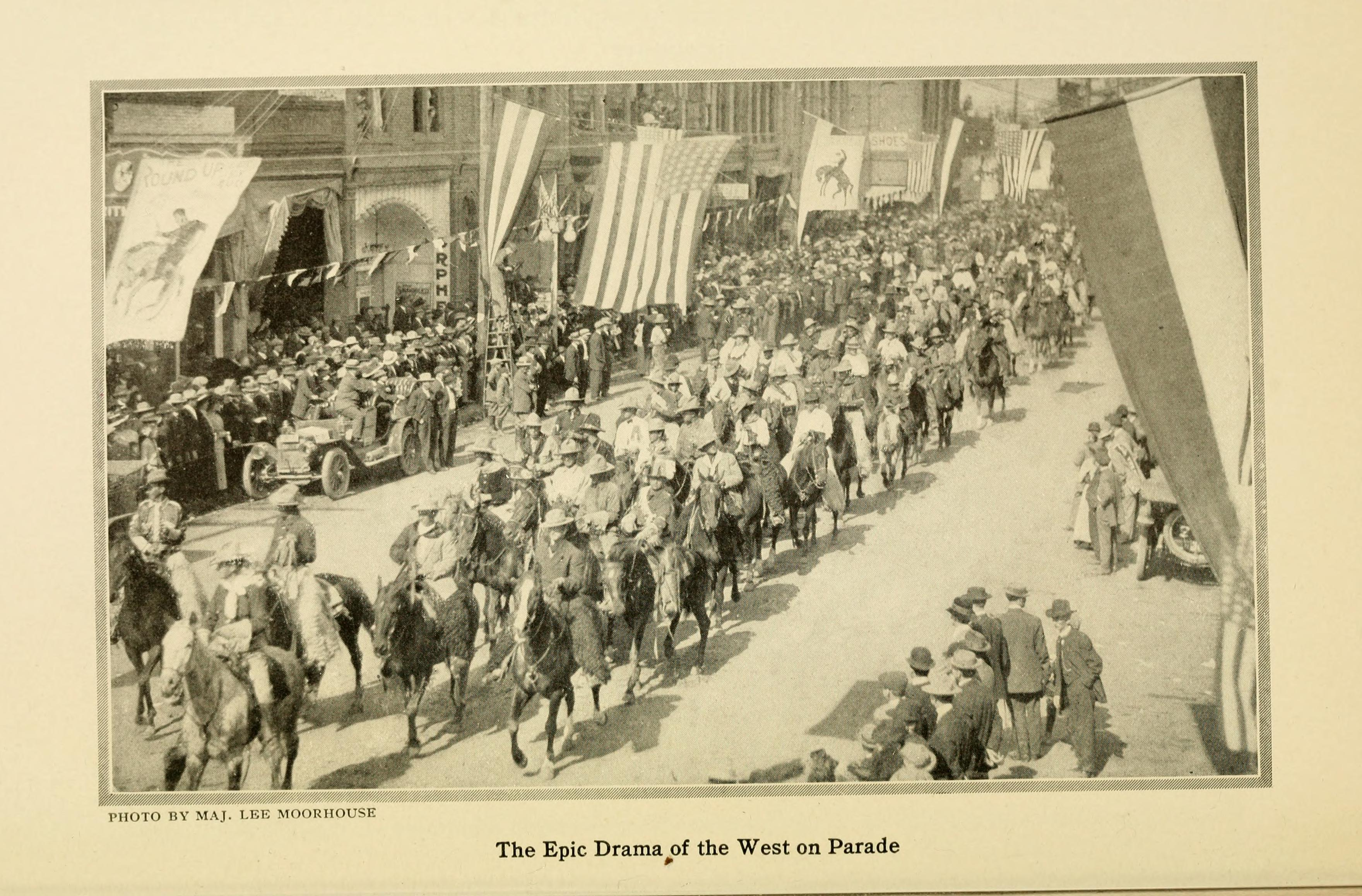
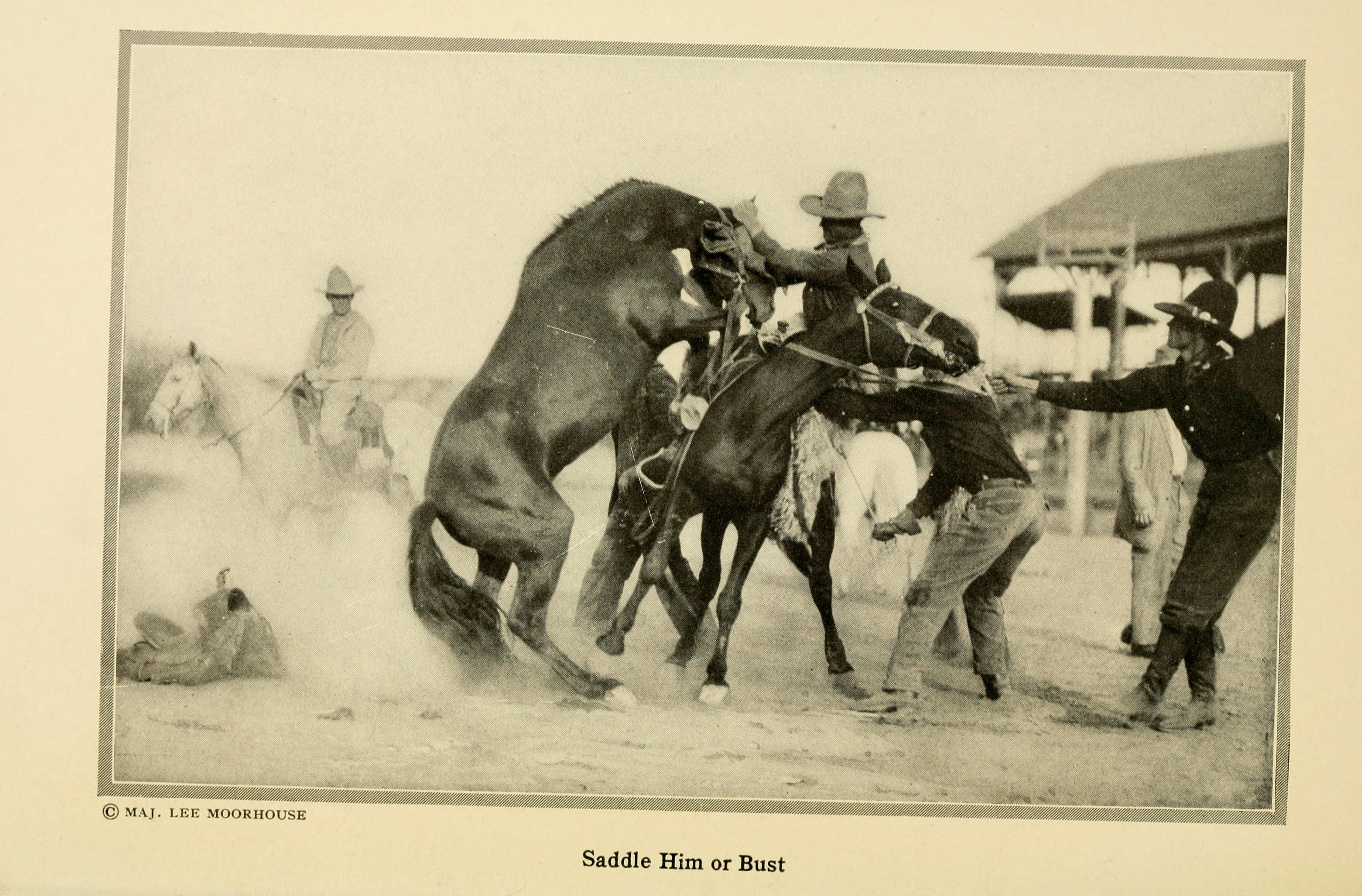
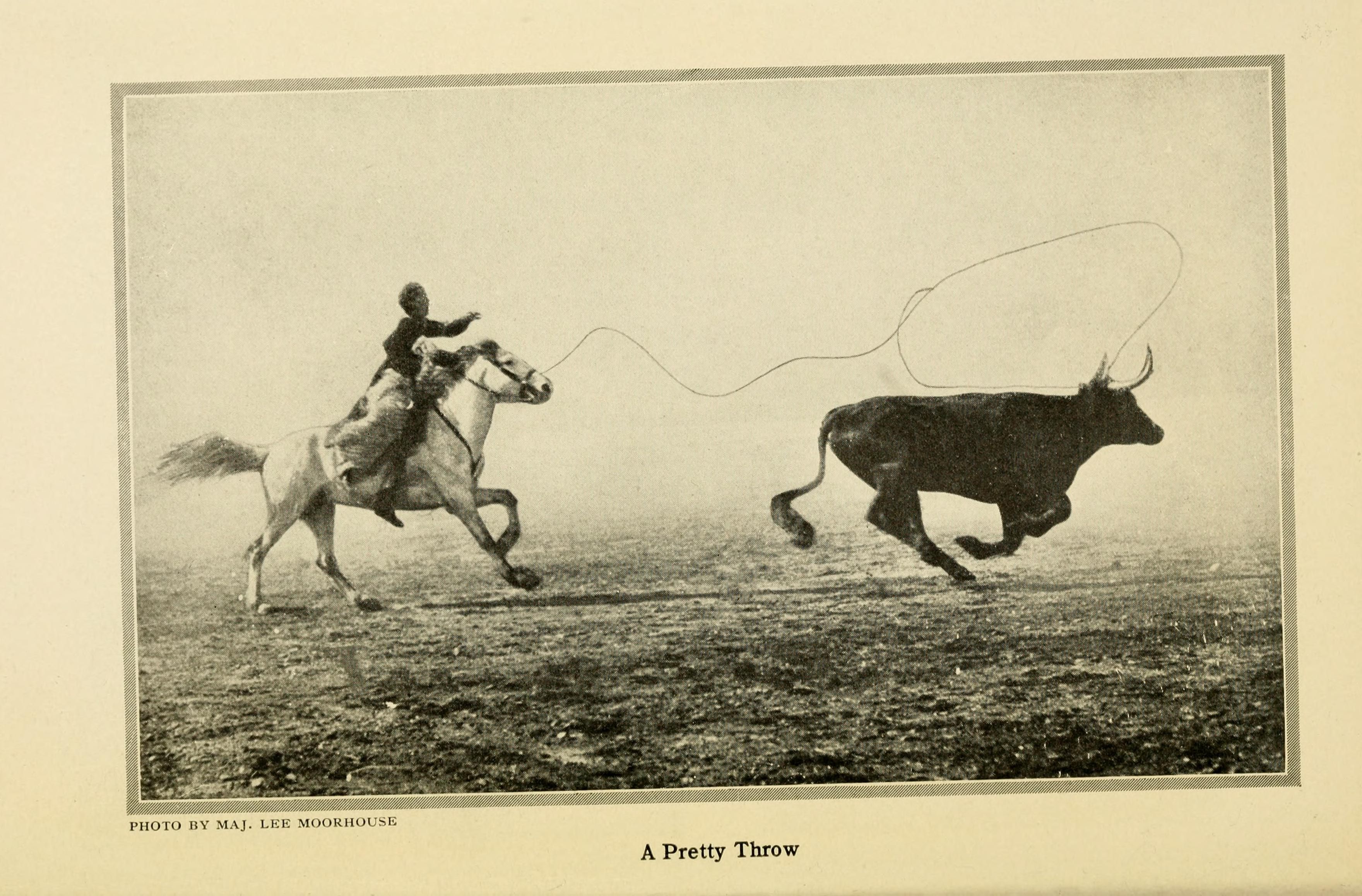
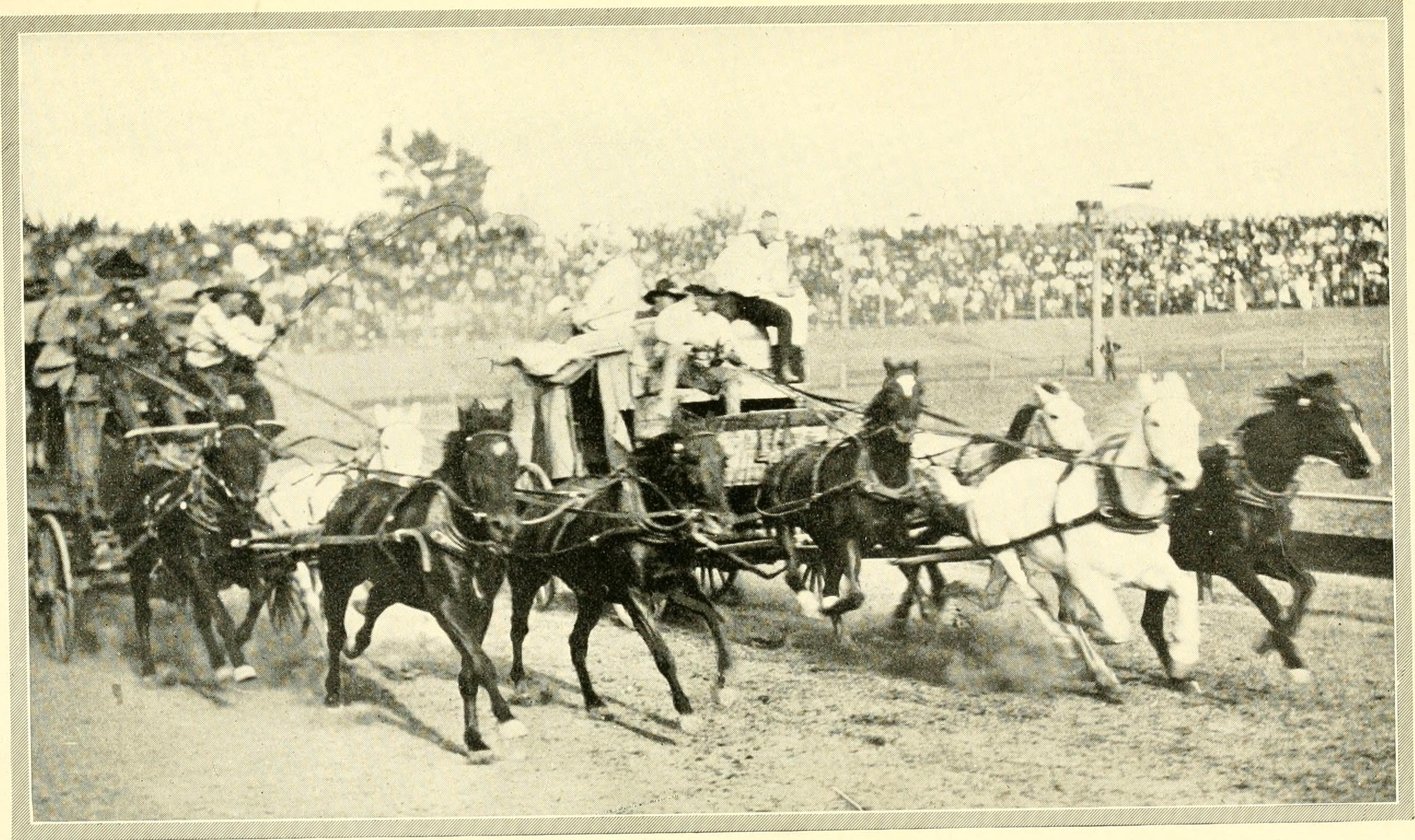
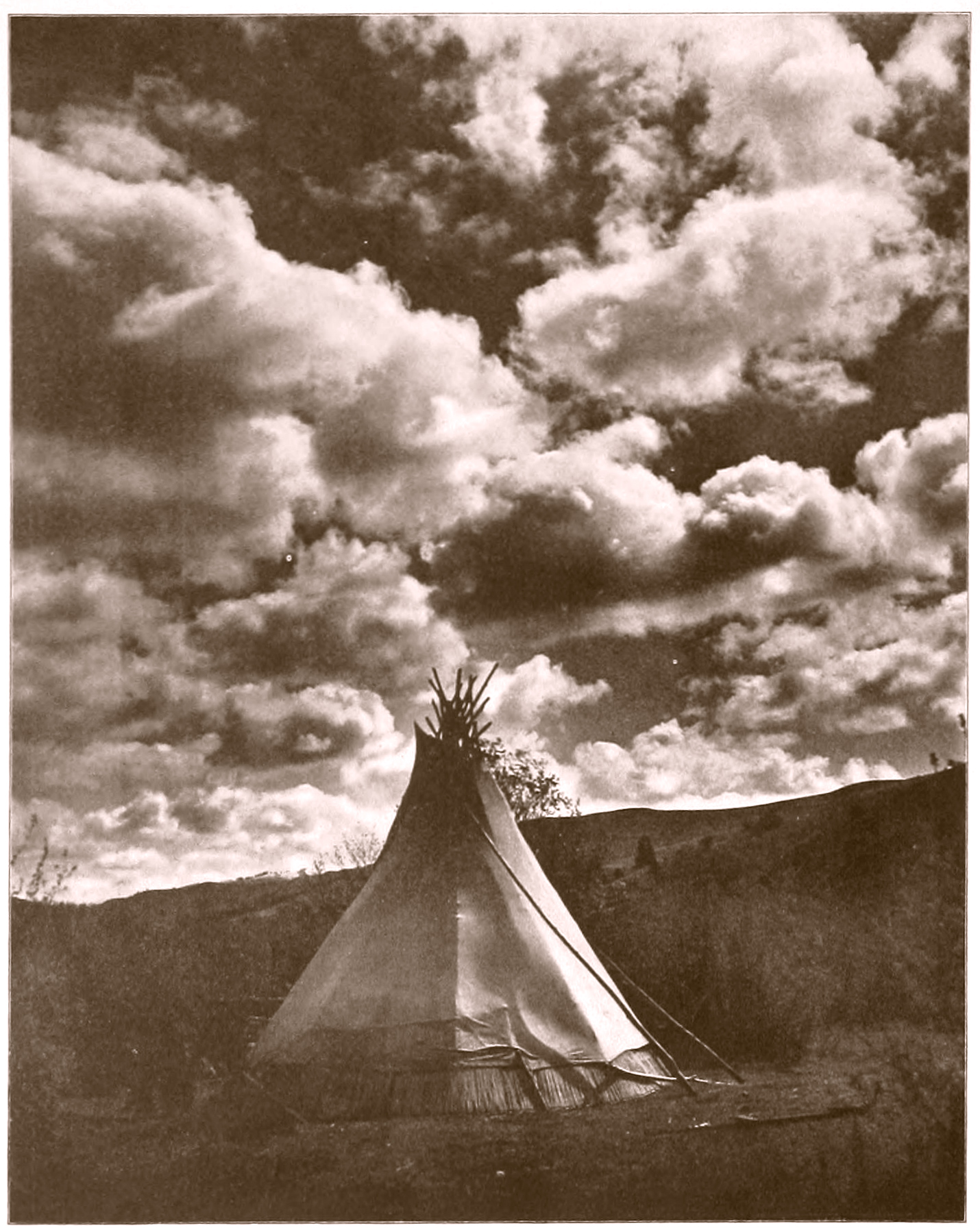
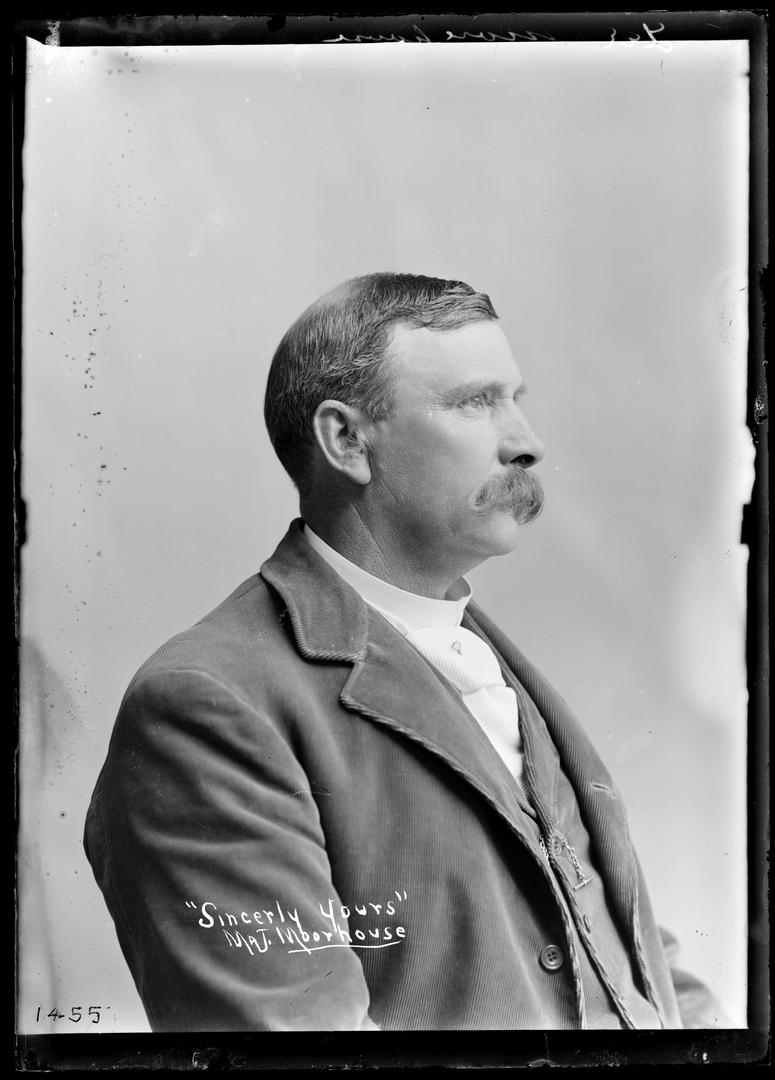
Studiový portrét
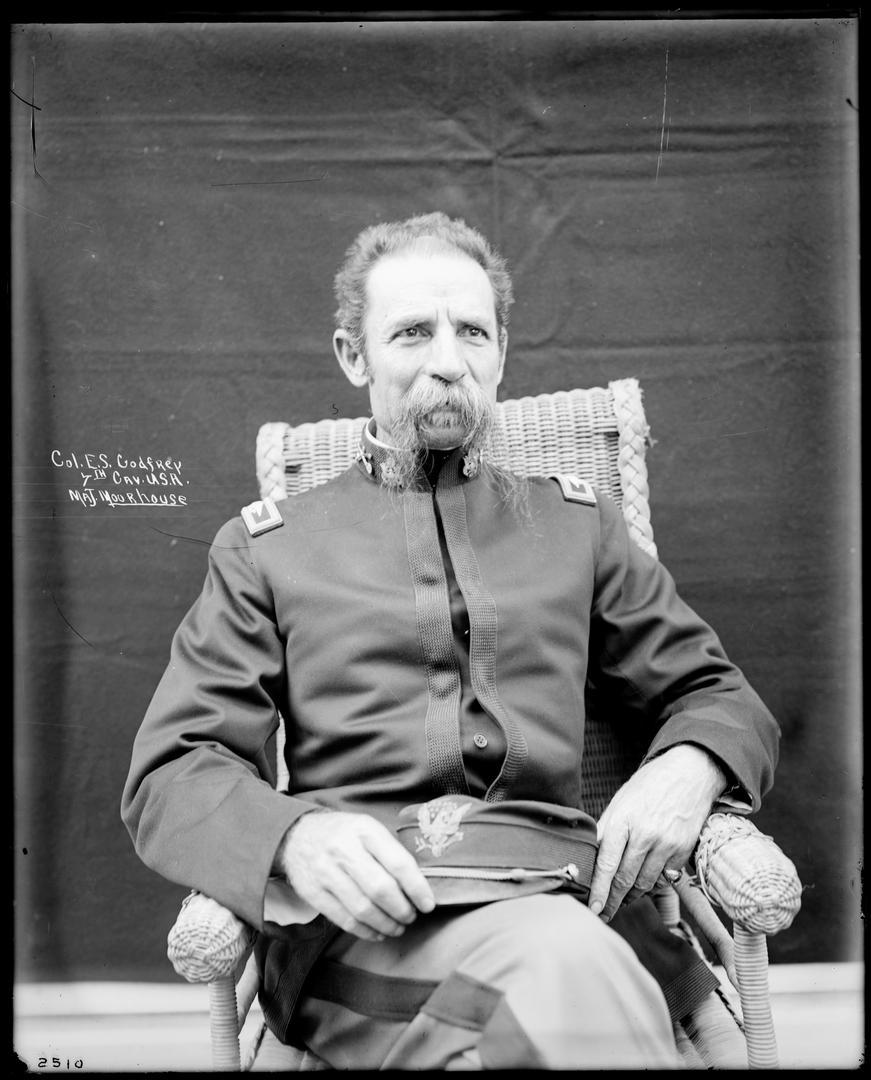
Studiový portrét